# Senta Bonacker
Senta Friederike Wilhelmine Bonacker, auch Senta Bollow (* 18. März 1906 in Schwerin; † 19. September 1975 in Rostock) war eine deutsche Film- und Theaterschauspielerin.

## Leben und Wirken
Senta Bonacker (später verheiratete Bollow) wurde als Tochter des Kaufmanns Johannes Bohnacker und dessen Frau Frieda, geb. Bohnsack, in Schwerin geboren und am 22. April 1906 in der dortigen Paulskirche getauft. Nachdem sie 1925 ihre Schauspielausbildung absolviert hatte, gelangte sie 1956 über Engagements in Rostock, Göttingen, Schwerin, Weimar, Leipzig wieder zum Volkstheater Rostock. Sie gehörte viele Jahre zum Ensemble des Theaters, nebenbei arbeitete sie als Dozentin an der Schauspielschule in Rostock und wirkte in Nebenrollen bei Film- und Fernsehproduktionen der DEFA und des DFF mit.

## Filmografie (Auswahl)
- 1958: Das Lied der Matrosen
- 1959: Das Feuerzeug
- 1958: Natürlich die Nelly!
- 1959: Zwischen Nacht und Morgen
- 1971: Der Mann, der nach der Oma kam
- 1973: Die Brüder Lautensack (TV-Dreiteiler)

## Theater
- 1949: Sophokles: Antigone (Euridyke) – Regie: Hans Burckhardt / Rudolf Schaller (Mecklenburgisches Staatstheater Schwerin)